# Ушаков, Алексей Геннадьевич
Алексей Геннадьевич Ушаков (11 марта 1974 — июль 2004, Воронеж) — российский хоккеист, нападающий.

## Биография
Воспитанник ДЮСШ «Торпедо» Горький, первый тренер А. Рогов. Играл за команды «Кварц» Бор (1991/92), «Торпедо» Нижний Новгород (1991/92 — 1994/95, 1995/96 — 1996/97, 1997/98 — 1998/99), «Торпедо-2» НН (1992/93 — 1994/95, 1996/97), «Мотор» Заволжье (1995, 1995/96, 1997/98), «Холмогорец» (Ноябрьск, 1995/96), «Буран» (1998/99 — 1999/2000, 2000/01 — 2001/02, 2003/04), «Подхале» (Польша, 1999/2000), «Нефтяник» Лениногорск и «Лукойл-Волга» Кстово (2002/03), «Белгород» (2002/03, 2003/04), «Дизель» Пенза (2003/04).
Утонул в одном из водоёмов Воронежа летом 2004 года.